# Jan Rozmuski
Jan Rozmuski, né le 28 juillet 1948 à Yverdon-les-Bains, est un psychologue et écrivain vaudois.

## Biographie
Jan Rozmuski, né de père ingénieur polonais et de mère enseignante vaudoise, passe son enfance dans le canton de Vaud. Après des études universitaires en philosophie, ethnologie et psychologie à l'Université de Lausanne, Jan Rozmuski se spécialise dans la psychologie comportementale et cognitive.
Parallèlement à ses activités professionnelles en tant que responsable d'une communauté thérapeutique pour toxicos dépendants (Centre du Levant) et membre du Conseil de la Fondation Vernand, Jan Rozmuski réserve une place privilégiée à l'écriture. En 2004, il publie aux éditions de L'Aire Les Dames de nage recueil de nouvelles, suivi par Mary-la-Kula en 2010.

## Sources
- « Jan Rozmuski », sur la base de données des personnalités vaudoises sur la plateforme « Patrinum » de la Bibliothèque cantonale et universitaire de Lausanne.
- 4e de couverture, sites et références mentionnés